# Pays d'Aix Basket ASPTT
El Pays d'Aix Basket ASPTT fue un equipo de baloncesto francés con sede en la ciudad de Les Milles. Disputaba sus partidos en el Gymnase de la Pioline. En verano de 2015 el club desaparece por problemas financieros, creándose el Aix Provence Basket para ocupar su lugar.

## Posiciones en liga
- 2014 - (1-NM3)
- 2015 - (1-NM2)

## Palmarés
- Primero Grupo A NM3 - 2014
- Seminalista NM3 - 2014